# Thập diện mai phục
Thập diện mai phục (tiếng Trung: 十面埋伏; bính âm: Shí Miàn Mái Fú; tựa tiếng Anh: House of Flying Daggers) là một bộ phim tình cảm võ hiệp năm 2004 của Trung Quốc và Hồng Kông hợp tác sản xuất. Phim do Trương Nghệ Mưu đạo diễn và có sự tham gia của Kaneshiro Takeshi, Chương Tử Di và Lưu Đức Hoa. Không giống như nhiều phim võ hiệp khác, đây là một bộ phim thiên về chuyện tình hơn là một phim võ thuật. Phim được phát hành giới hạn tại Mỹ vào ngày 3 tháng 12 năm 2004, tại New York và Los Angeles, và công chiếu ở một số rạp phụ trong nước hai tuần sau.
Phim được chọn đệ trình lên giải Oscar cho phim ngoại ngữ hay nhất năm 2004 nhưng không thành công, mặc dù vậy phim vẫn nhận đề cử quay phim đẹp nhất.

## Nội dung
Phim lấy bối cảnh Trung Hoa cổ xưa, thời gian này có một lực lượng phiến quân tên Phi Đao Môn nổi dậy chống lại triều đình. Hai vị quan võ Kim bộ đầu và Lưu bộ đầu là bạn thân của nhau, nhận được lệnh đi giết thủ lĩnh Phi Đao Môn trong vòng 10 ngày. Đây được xem là nhiệm vụ khó khăn khi không ai biết mặt người thủ lĩnh ấy.
Lưu bắt giữ Tiểu Muội, cô gái mù bị tình nghi là con gái của người thủ lĩnh cũ. Kim giả vờ là người hiệp sĩ ủng hộ phe Phi Đao Môn, tấn công nhà tù để giải cứu Tiểu Muội, hòng lấy lòng tin của cô. Trong lúc Kim và Tiểu Muội trên đường về sào huyệt Phi Đao Môn, Lưu đã dẫn lực lượng viện binh đi theo họ. Không may, Kim và Tiểu Muội yêu nhau.
Để cho sự việc trở nên chân thật hơn, Lưu cho binh lính giả vờ phục kích hai người. Sau đó họ bị phục kích thật sự bởi nhóm binh lính khác. Trong cuộc gặp gỡ bí mật, Lưu giải thích rằng quan binh triều đình muốn cả Kim và Tiểu Muội phải chết. Vài ngày sau, Kim và Tiểu Muội bị phục kích lần nữa, nhưng được phe Phi Đao Môn cứu mạng và đưa về sào huyệt.
Thực ra Tiểu Muội không hề bị mù và cô đã hứa hôn với Lưu, người được tiết lộ là thành viên của Phi Đao Môn. Phi Đao Môn không hề sợ quân triều đình, họ chỉ đang chờ thời điểm tổng tấn công. Lưu đau khổ nói với Tiểu Muội rằng anh chờ đợi cô suốt 3 năm kể từ ngày anh làm gián điệp trong triều đình, và hỏi tại sao cô có thể yêu Kim chỉ trong 3 ngày, chỉ nghe cô trả lời là cô đã trao trái tim cho Kim.
Lưu định cưỡng hiếp Tiểu Muội, nhưng một người đàn chị đã phóng dao vào lưng Lưu. Tiểu Muội được lệnh giết chết Kim vì anh là quan triều đình, nhưng cô đã thả anh ra và từ chối bỏ trốn cùng anh. Một lúc sau, Tiểu Muội đổi ý và cưỡi ngựa đuổi theo Kim, cô bị Lưu phóng dao vào ngay ngực. Kim phát hiện ra Lưu và hai người đàn ông bắt đầu đánh nhau. Một cơn bão tuyết ập xuống, trong khi quân triều đình chuẩn bị tấn công sào huyệt Phi Đao Môn.
Một tình huống căng thẳng diễn ra, kết quả là Kim và Lưu không chết, chỉ có Tiểu Muội chết, vì cô rút con dao ra khỏi ngực. Lưu bỏ đi vào rừng trong khi Kim gào khóc bên xác Tiểu Muội.

## Diễn viên
- Kaneshiro Takeshi vai Kim bộ đầu
- Chương Tử Di vai Tiểu Muội
- Lưu Đức Hoa vai Lưu bộ đầu
- Tống Đan Đan vai người đàn chị của Phi Đao Môn